# Howard Metzenbaum
Howard Morton Metzenbaum, né le 4 juin 1917 à Cleveland et mort le 12 mars 2008 à Aventura (Floride), est un homme politique américain, membre du Parti démocrate et sénateur de l'Ohio.

## Biographie
Howard Metzenbaum est originaire de Cleveland, où il grandit dans la pauvreté. Après des études à l'université d'État de l'Ohio, il est diplômé de droit et obtient le barreau en 1941. Il crée avec son partenaire Ted Bonda un parking éclairé et ouvert 24h/24h à proximité de l'aéroport international de Cleveland-Hopkins. Leur entreprise s'exporte peu à peu à travers le pays. Ils fondent également l'une des premières agences de location de voitures du pays.
En 1970, il se présente au Sénat des États-Unis. Il remporte la primaire démocrate face à John Glenn mais est battu par le républicain Robert Taft Jr.. En janvier 1974, il est nommé au Sénat par le gouverneur de l'Ohio pour remplacer William Bart Saxbe, démissionnaire. Il affronte à nouveau Glenn durant la primaire. Après ses propos controversés selon lesquels Glenn (astronaute et militaire) n'aurait jamais travaillé de sa vie, il perd les primaires démocrates pour terminer son mandat. En 1976, Metzenbaum bat Taft Jr., qui démissionne après sa défaite. Le démocrate est nommé au Sénat pour terminer le mandat de Taft. Il est élu en 1982 et réélu en 1988. Il ne se représente pas en 1994 mais prend la tête de la Consumer Federation of America, qu'il préside jusqu'à sa mort.
Durant son mandat de sénateur, il est considéré comme un démocrate libéral (au sens américain du terme), défenseur des travailleurs. On le surnomme « Senator No » et « Headline Howard ».

## Caméo
Il joue son propre rôle dans le film Président d'un jour (1993).